# Szombathely
Szombathely é uma cidade e um condado urbano (megyei jogú város em húngaro) da Hungria. É a capital do condado de Vas.
Foi nesta cidade, cujo nome então era Sabária (ou Savária), que nasceu em 316 e cresceu São Martinho de Tours.

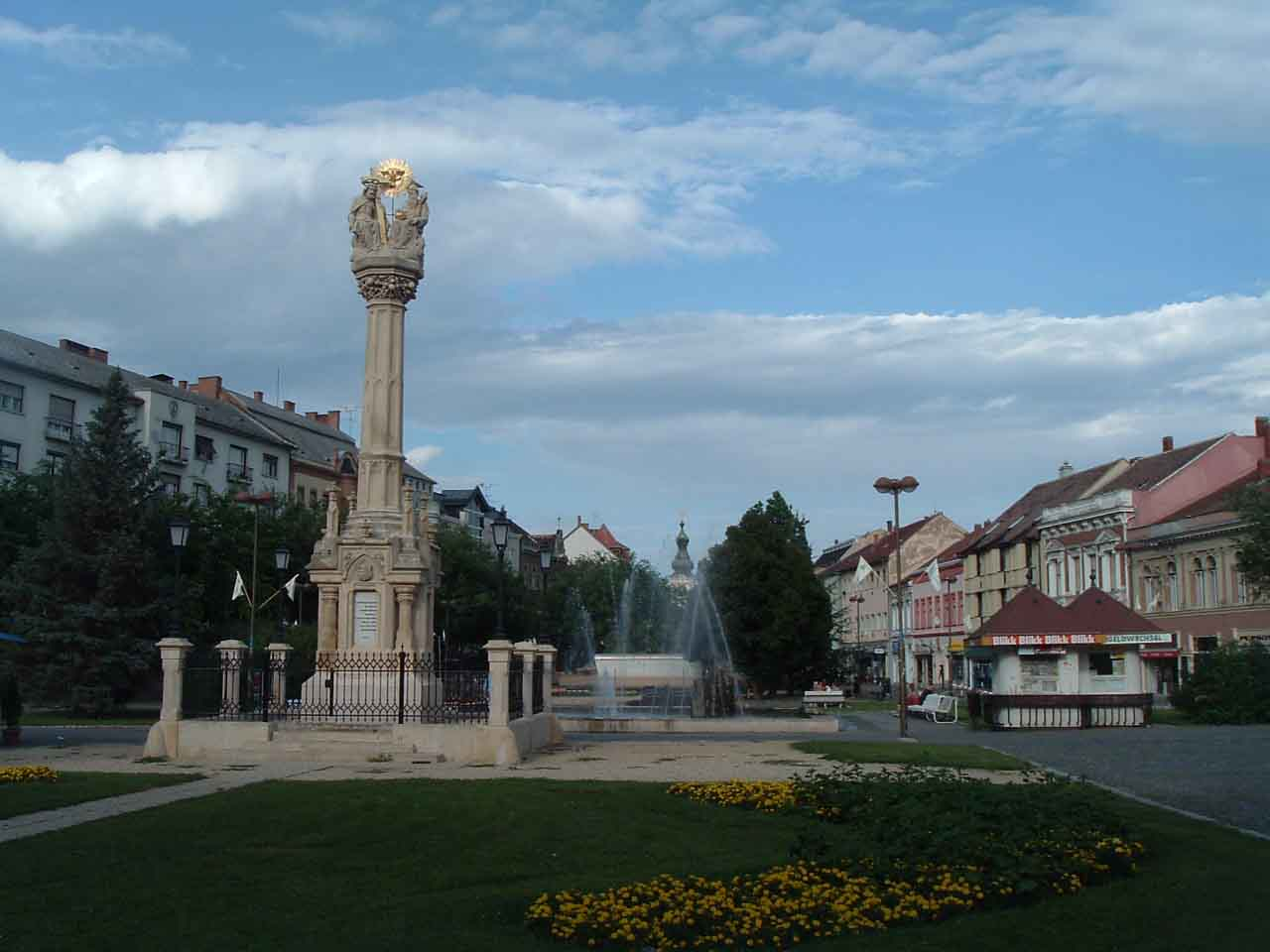
A praça principal (főtér) de Szombathely

Foi a capital da Panônia Prima.